# Abenguefite
Abu Almutarrife Abederramão ibne Aluafide (em árabe: علي بن الحسين بن الوافد; romaniz.: Ali ibn al-Husain ibn al-Wafid; 1008 - ca. 1074), mais conhecido só como ibne Aluafide ou Abenguefite (em latim), foi vizir do emir Almamune (r. 1043–1075), foi um farmacólogo e médico andalusino do século XI. Seu principal trabalho é Kitab al-adwiya al-mufrada (traduzido para o latim como De medicamentis simplicibus).